# قائمة شركات الطيران المنحلة في اليمن
هذه قائمة بشركات الطيران السابقة والمنحلة في اليمن:
| م | الشركة          | الشعار | إياتا | إيكاو | رمز النداء | بدء العمليات  | نهاية العمليات | ملاحظات                 |
| - | --------------- | ------ | ----- | ----- | ---------- | ------------- | -------------- | ----------------------- |
| 1 | خطوط عدن الجوية |        |       |       |            | 1 أكتوبر 1949 | 30 يونيو 1967  |                         |
| 2 | اليمدا          |        | DY    | DYA   | ALYEMDA    | 11 مارس 1971  | 11 فبراير 1996 | اندمجت مع طيران اليمنية |